# Jóhann Jóhannsson

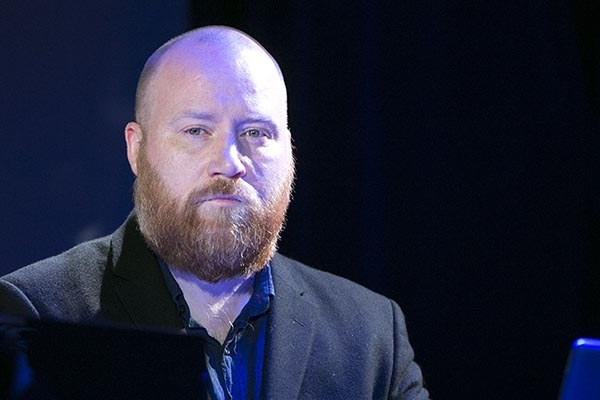
Jóhann Jóhannsson (2013)

Jóhann Gunnar Jóhannsson (* 19. September 1969 in Reykjavík, Island; † 9. Februar 2018 in Berlin, Deutschland) war ein isländischer Komponist und Filmemacher.

## Leben

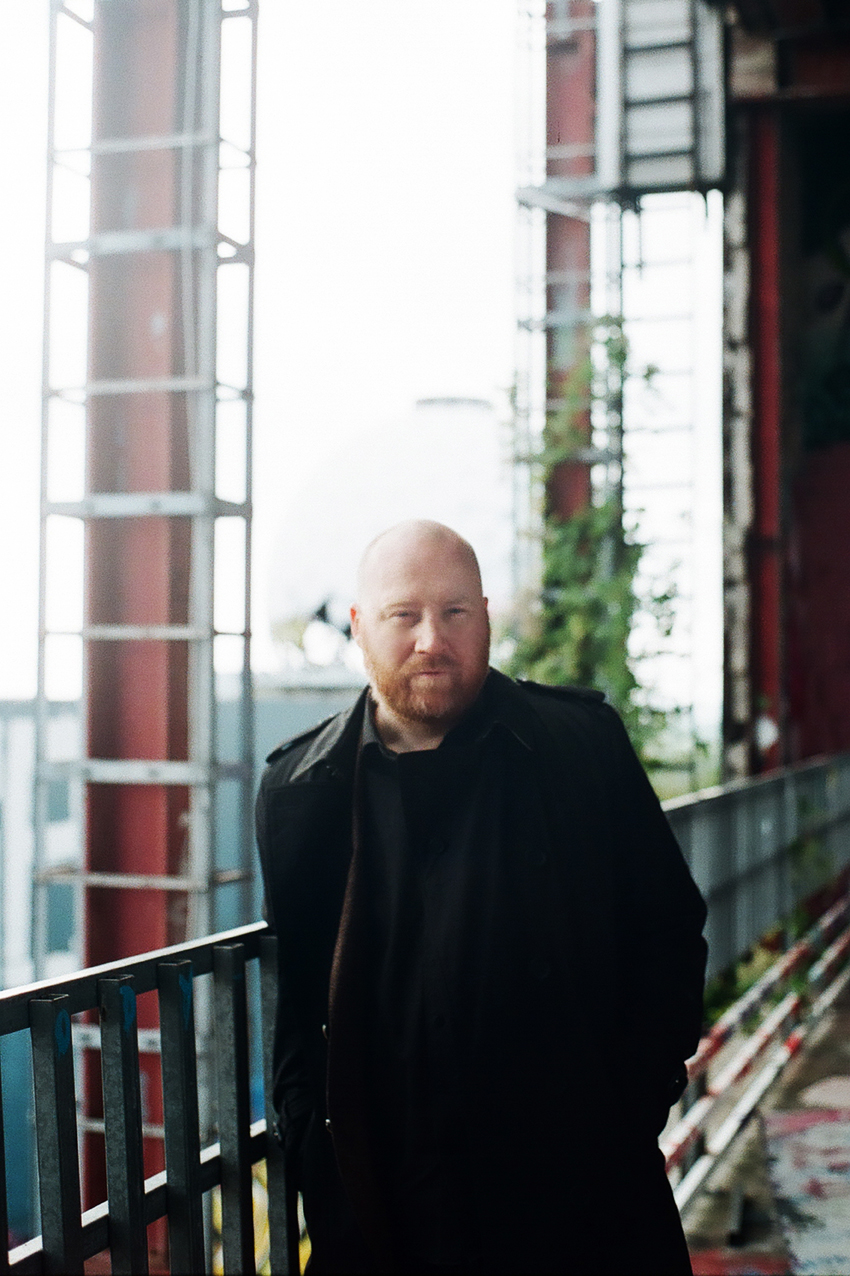
Jóhann Jóhannsson

Jóhann lernte als Kind Klavier und Posaune zu spielen. Bereits während seiner Schulzeit war er Mitglied mehrerer Bands und beschäftigte sich schon früh mit sowohl komponierter als auch improvisierter Musik.
In den 1990er Jahren kam er zum isländischen Theater, wo er die Musik für Aufführungen komponierte. Sein erstes, 2002 erschienenes Album Englabörn basiert auf seinen Theaterkompositionen. Mit der von Róbert I. Douglas inszenierten Sportkomödie Íslenski draumurinn (Der isländische Traum) debütierte Jóhann im Jahr 2000 als Filmkomponist. Internationale Bekanntheit erlangte er 2013 mit seiner Musik zum Thriller Prisoners. 2015 gewann er für Die Entdeckung der Unendlichkeit den Golden Globe in der Kategorie Beste Filmmusik und wurde in derselben Kategorie für einen Oscar nominiert. 2016 wurde er für die Filmmusik von Sicario für den Oscar nominiert. Mit End of Summer legte er 2016 sein Debüt als Filmemacher im Format Super 8 vor.
Am 9. Februar 2018 wurde Jóhann im Alter von 48 Jahren in seiner Berliner Wohnung tot aufgefunden. Todesursache war eine Überdosis Kokain in Verbindung mit Medikamenten, die er aufgrund einer Grippeerkrankung einnehmen musste. Er hinterließ eine Tochter, seine Eltern sowie Schwestern.

## Filmografie (Auswahl)
- 2000: Íslenski draumurinn
- 2007: Opium – Tagebuch einer Verrückten (Ópium: Egy elmebeteg nö naplója)
- 2008: Schädlinge (Varmints)
- 2009: Gemeinsam stärker – Personal Effects (Personal Effects)
- 2013: McCanick – Bis in den Tod (McCanick)
- 2013: Prisoners
- 2014: Die Entdeckung der Unendlichkeit (The Theory of Everything)
- 2014: Um jeden Preis (I Am Here)
- 2014: Viel Gutes erwartet uns (Så meget godt i vente)
- 2015: Trapped – Gefangen in Island (Ófærð)
- 2015: Sicario[5]
- 2016: Arrival
- 2017: Mother!
- 2018: Mandy
- 2018: Vor uns das Meer (The Mercy)
- 2018: Maria Magdalena (Mary Magdalene)
- 2020: Last and First Men – Die letzten und die ersten Menschen (Last and First Men)

## Diskografie
- 2002: Englabörn
- 2004: Virðulegu Forsetar
- 2004: Dís
- 2006: IBM 1401, A User’s Manual
- 2008: Fordlandia
- 2009: And In The Endless Pause There Came The Sound Of Bees
- 2011: The Miners’ Hymns
- 2012: Copenhagen Dreams: Music from the film by Max Kestner
- 2012: Free The Mind: Music from the documentary by Phie Ambo
- 2016: Orphée
- 2018: Englabörn & Variations (2 CDs)
- 2021: Gold Dust (EP)
- 2022: Drone Mass
- 2023: A Prayer To The Dynamo (Suites from Sicario & The Theory of Everything)